# Craig Pickering
Craig Keith Pickering (Crawley, 16 ottobre 1986) è un velocista e bobbista britannico.

## Biografia
Con 10"14 a Debrecen (2º Campionati europei under 23), ha ottenuto un tempo importante per la sua età. Sempre nel 2007, ha vinto la Coppa Europa di atletica leggera del 2007 a Monaco di Baviera con 10"15.
Con la staffetta 4 x 100 m, ha vinto il bronzo, in 37"90 con la squadra britannica ai Campionati del mondo di atletica leggera, ad Osaka.
Nel dicembre 2012 è entrato a far parte della squadra britannica di bob, con l'obiettivo di partecipare ai Giochi olimpici invernali 2014.

## Palmarès
| Anno | Manifestazione   | Sede       | Evento      | Risultato        | Prestazione | Note                                     |
| ---- | ---------------- | ---------- | ----------- | ---------------- | ----------- | ---------------------------------------- |
| 2003 | Mondiali allievi | Sherbrooke | 100 m piani | Bronzo           | 10"85       |                                          |
| 2007 | Europei indoor   | Birmingham | 60 m piani  | Argento          | 6"59        |                                          |
| 2007 | Mondiali         | Osaka      | 100 m piani | Semifinale       | 10"29       |                                          |
| 2007 | Mondiali         | Osaka      | 4×100 m     | Bronzo           | 37"90       | Miglior prestazione personale stagionale |
| 2008 | Giochi olimpici  | Pechino    | 100 m piani | Quarti di finale | 10"18       |                                          |
| 2008 | Giochi olimpici  | Pechino    | 4×100 m     | Batteria         | dq          |                                          |
| 2009 | Europei indoor   | Torino     | 60 m piani  | 5º               | 6"61        |                                          |
| 2010 | Europei          | Barcellona | 4×100 m     | Batteria         | 39"49       |                                          |
| 2011 | Mondiali         | Taegu      | 4×100 m     | Finale           | dnf         |                                          |